# Anthomyia pullulula
Anthomyia pullulula är en tvåvingeart som beskrevs av Fan 1984. Anthomyia pullulula ingår i släktet Anthomyia och familjen blomsterflugor. Inga underarter finns listade i Catalogue of Life.